# ستيف بينغ
ستيف بينغ (بالإنجليزية: Steve Bing)‏ ‏ (31 مارس 1965 - 22 يونيو 2020) هو كاتب سيناريو ومخرج أمريكي.

## وصلات خارجية
- ستيف بينغ على موقع IMDb (الإنجليزية)
- ستيف بينغ على موقع ألو سيني (الفرنسية)
- ستيف بينغ على موقع أول موفي (الإنجليزية)
- ستيف بينغ على موقع قاعدة بيانات الأفلام السويدية (السويدية)
- ستيف بينغ على موقع إن إن دي بي (الإنجليزية)
- ستيف بينغ على موقع قاعدة بيانات الفيلم (الإنجليزية)
- ستيف بينغ على موقع كينوبويسك (الروسية)